# ماولیوتوو
ماولیوتوو (انگلیسی: Mavlyutovo) یک شهرک در شهرستان کوشنارنکوفسکی جمهوری باشقیرستان در کشور روسیه است.